# 씨

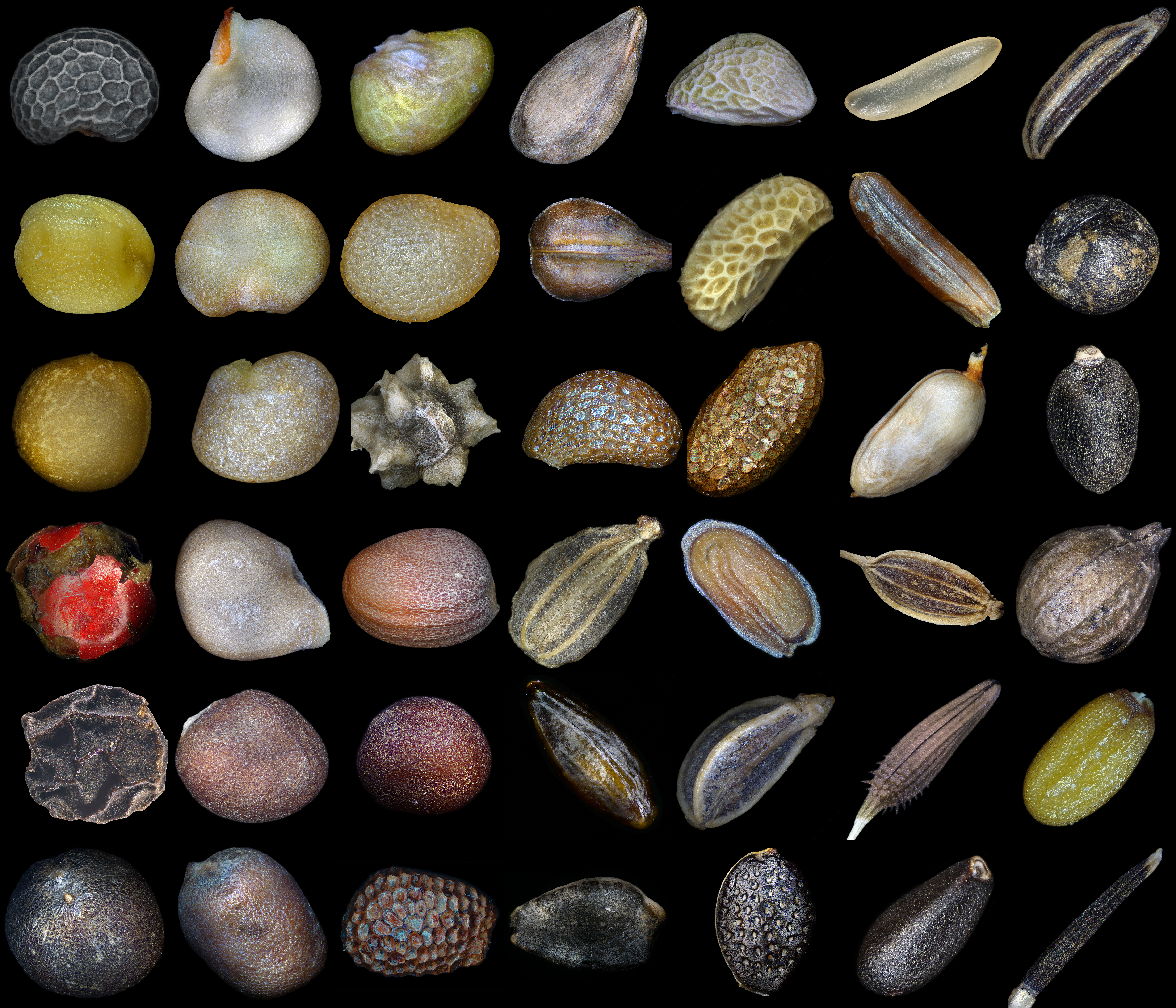
다양한 식물의 씨. 1번째 줄: 양귀비, 단고추, 딸기, 사과, 블랙베리, 쌀, 캐러웨이속, 2번째 줄: 겨자, 가지, 꽈리속, 포도, 라즈베리, 홍미, 파출리, 3번째 줄: 무화과, 영하구기자, 사탕무(비트), 블루베리, 골드키위, 로즈힙, 바질, 4번째 줄: 홍후추, 토마토, 무, 당근, 스토크속, 딜, 고수 (식물), 5번째 줄: 후추, 양배추, 배추, 낙상홍, 파슬리, 민들레, 냉이, 6번째 줄: 콜리플라워, 무, 키위, 아프리카흑단, 시계꽃 열매, 레몬밤, 천수국.

씨(seed), 씨앗, 종자(種子)는 식물의 밑씨가 발달한 것이다. 겉씨식물과 속씨식물에 있다. 지구상에 있는 대부분의 식물은 씨에 의해 자손을 퍼뜨린다.
씨는 보호 외부 덮개로 둘러싸인 식물 배아이자 식품 저장고이다. 보다 일반적으로, "씨"이라는 용어는 씨와 껍질 또는 덩이줄기를 포함하여 뿌릴 수 있는 모든 것을 의미한다. 씨는 배아주머니가 꽃가루의 정자와 수정되어 접합체를 형성한 후 익은 난자의 산물이다. 종자 내의 배아는 접합체에서 발생하여 성장이 중단되기 전에 모 식물 내에서 특정 크기로 자란다.
종자의 형성은 종자 식물(정자체)의 번식 과정을 정의하는 부분이다. 양치류, 이끼, 간이끼와 같은 다른 식물은 씨앗이 없으며 물을 이용하여 번식한다. 종자 식물은 이제 덥고 추운 기후 모두에서 숲에서 초원에 이르기까지 육지의 생물학적 틈새를 지배하고 있다.
속씨식물에서 씨방은 씨앗을 담고 그것을 퍼뜨리는 역할을 하는 열매로 익는다. 일반적으로 "씨앗"이라고 불리는 많은 구조는 실제로 건조 과일이다. 해바라기 씨는 과일의 단단한 벽 안에 들어 있는 상태에서 상업적으로 판매되기도 하며, 씨앗에 도달하려면 벽을 쪼개야 한다. 다양한 그룹의 식물에는 다른 변형이 있다. 소위 핵과(복숭아 등)는 실제 종자와 융합되어 주변을 둘러싸고 있는 딱딱한 과일 층(내과피)을 가지고 있다. 견과류는 도토리나 헤이즐넛과 같이 열매가 맺히지 않는 씨앗을 가진 일부 식물의 씨앗이 하나인 단단한 껍질의 열매이다.

## 구조

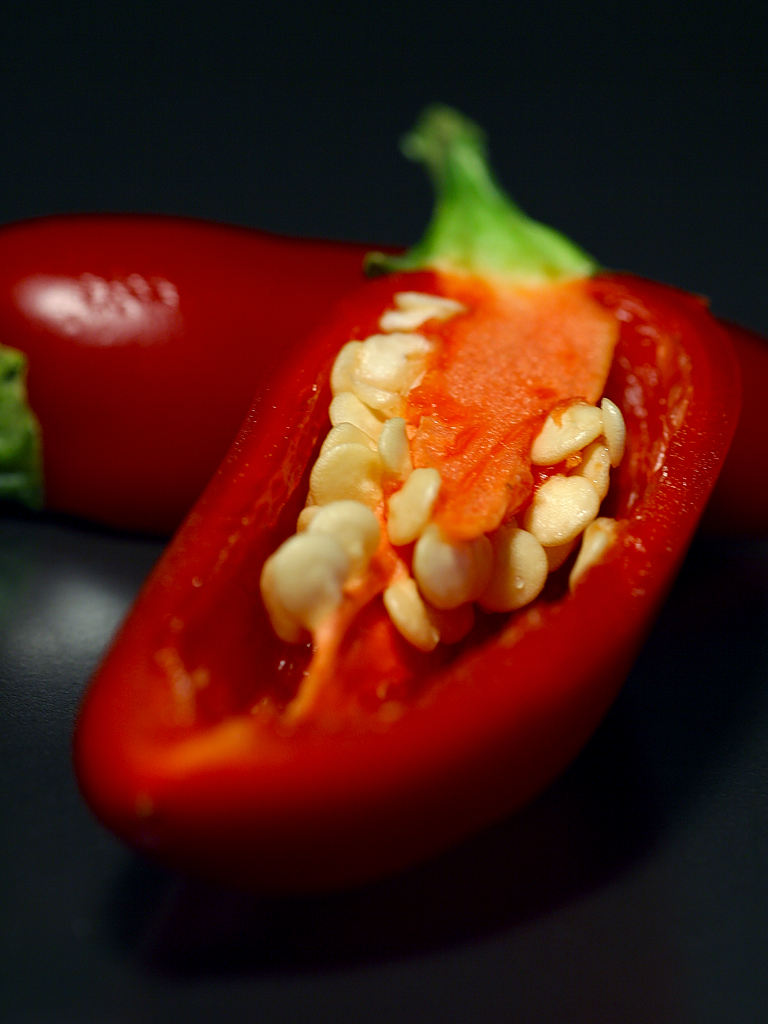
다 익은 빨간 할라페뇨고추의 씨앗이 보이는 단면

씨는 바깥쪽의 씨껍질과 그것에 둘러싸인 배(胚)와 배젖으로 이루어져 있다. 암술의 씨방 속에 있는 밑씨에서 생식 세포의 분열이 일어나 배낭 세포가 만들어지는데, 이것이 3회의 핵분열을 하여 알세포 1개, 조세포 2개, 극핵 2개, 반족 세포 3개를 가진 배낭이 된다. 이때 속씨식물에서는 알세포와 극핵이 정핵과 중복 수정을 하여 각각 배와 배젖을 만들게 되는데, 수정이 끝나면 꽃은 지고 밑씨는 자라서 씨가 되며 씨방은 자라서 열매가 된다.

### 배젖의 역할
밑씨 속의 배는 장차 자라서 식물체가 될 부분이며, 배젖은 배가 싹틀 때 필요한 양분을 저장하는 곳으로 다량의 저장 물질이 함유되어 있다. 예를 들어, 쌀이나 보리에서는 안쪽에 다량의 녹말이 들어 있고, 그 바깥쪽에는 단백질이나 피틴이 포함되어 있는데, 이 부분이 바로 배젖으로 바깥층을 특히 '호분층'이라고 한다. 호분층을 씨껍질이나 과피와 함께 벗겨 빻은 분말이 쌀겨 또는 밀기울이다. 한편, 참깨·피마자·아마 등의 배젖에는 다량의 기름이 함유되어 있는데, 이들 식물에서는 배의 떡잎도 저장 조직으로 발달하여 배젖과 마찬가지로 기름을 함유하고 있다.

### 배젖이 없는 씨
씨 중에는 배젖이 없는 것도 있는데, 이러한 씨를 '무배유 종자'라고 하고, 이에 대하여 배젖을 가진 종자를 '유배유 종자'라고 한다. 무배유 종자는 배젖 대신 배의 떡잎이나 퇴화되지 않은 주심(珠心)에 영양분을 저장한다. 떡잎에 양분을 저장하는 종류로는 콩류·상수리나무·밤나무·호두나무 등이 있고, 주심에 저장하는 종류에는 후추속·홀아비꽃대 등이 있다. 우리가 먹는 콩의 열매는 대부분이 떡잎으로 이루어져 있다. 이것은 까치콩·콩·팥 등을 뿌리면 얼마 지나지 않아 싹이 나고 콩의 열매가 벌어져 2장의 두터운 떡잎이 지상에 나오는 것을 보아 알 수 있다. 그러나 같은 콩류라도 완두, 누에콩 등은 떡잎이 지표에 나타나지 않고 땅 속에 묻힌 채로 있는데, 그렇더라도 그 모양이나 활동은 까치콩과 같으며 살이 두터운 떡잎을 이루고 있다. 한편, 호두나무, 땅콩, 콩 등은 떡잎에 많은 기름을 포함하고 있는데, 콩은 특히 이 곳에 많은 양의 단백질을 함유하고 있다.

### 씨껍질(종피)
씨껍질은 씨의 가장 바깥쪽을 싸고 있는 부분으로, 주로 씨방 속 밑씨의 주피(珠皮)에서 유래되는데, 때로는 주심 조직의 일부가 포함되기도 한다. 한편, 1장의 주피를 가진 식물에서는 주피가 그대로 씨껍질이 되는 경우는 드물고, 그 안쪽 층이 퇴화, 흡수되든가(콩과·아마과·난초과), 과피의 안쪽에 접착하여 과피의 일부가 되곤 한다(벼과·백합과·장미과·국화과). 씨껍질에는 밑씨가 태자리에 부착되어 있던 자리, 즉 주병(珠柄)의 흔적이 남아 있는데, 이것을 배꼽이라 한다. 한편, 밑씨의 표면에 있던 돌기가 그대로 발달하여 씨 표면의 돌기로 되는 경우도 있는데, 이것을 '종의(種衣)'라 하며, 때로는 이것이 크게 발달하여 씨를 덮기도 한다(콩과·파초과·주목나무·화살나무). 씨는 성숙하면 열매와 함께 또는 열매에서 분리되어 떨어진 후, 어느 기간 동안 휴면하였다가 적당한 환경이 되면 발아하게 된다. 이때 배의 각부분이 생장하게 되는데, 그 중 어린줄기와 어린뿌리는 빨리 자라서 씨껍질을 뚫고 나와 어린줄기는 땅 위로, 어린뿌리는 땅 속으로 뻗어나가게 된다.  

### 씨의 조건
앞에서 설명한 바와 같이 배젖이 없는 씨도 있으므로, 씨에서 항상 존재하는 부분은 씨껍질과 배이다. 양치식물에서는 포자가 어미 식물인 포자체로부터 땅에 떨어져 전엽체가 되고, 여기에서 난자와 정자가 생겨 유성 생식을 한 결과, 배우체를 만들어 어린 고사리가 된다. 이에 비하여 종자식물에서는 배낭 모세포(양치식물의 대포자에 해당된다)가 어미 식물(포자체)에서 발아하여 어미 식물로부터 영양을 공급받으면서, 그 안에서 배우체를 형성하고 수정하여 배를 만든다. 즉, 종자식물에서는 배우체가 포자체에 기생하고 있는 셈이며, 대포자가 형성된 그 자리에서 발아하고 곧 배를 형성하여, 후에 일시 휴면한 것이 씨가 되는 것이다. 이와 같은 씨의 특성을 정리하면, 다음과 같이 정의할 수 있다. (1) 씨껍질과 배가 있다. (2) 대포자낭 속에서 한 개의 대포자(배낭 모세포)가 성숙한다. (3) 대포자는 만들어진 장소에서 암배우체를 만들고 또한 배를 만든다. (4) 배는 일시 휴면한다

### 태생 종자
대부분의 씨(종자)는 식물체에서 떨어져 휴면하였다가 발아하지만, 예외적으로 휴면하지 않는 종류도 있다. 예를 들어, 맹그로브 식물에서는 열매가 가지에 달려 있는 동안에 씨가 발아하여 어린뿌리를 길게 내며, 나무에서 떨어지면 어린뿌리가 진흙에 꽂혀 그대로 발달하게 된다. 바로 이와 같은 종류를 '태생 종자'라고 하는데, 맹그로브 식물 외에 재배 식물 중에도 이러한 종류의 식물이 있다.

### 씨의 핵상
속씨 식물에서는 중복 수정을 하여 핵상이 2n인 배와 3n인 배젖이 만들어지는데 비해, 겉씨식물에서는 배는 속씨식물과 마찬가지로 2n이지만 배젖은 수정 전에 미리 만들어지게 되므로 핵상이 n이다. 따라서, 겉씨식물의 배젖은 '1차 배젖'이라고 하며, 이에 대해 속씨식물의 배젖은 '2차 배젖'이라고 한다.

### 겉씨식물의 씨
겉씨식물의 씨껄질은 3층으로 되어 있다. 예를 들어, 소철과 은행나무의 씨껍질은 바깥층이 두터운 육질이며, 가운데층은 막이 두꺼운 석세포층(石細胞層)으로 되어 있고, 가장 안층은 얇은 막으로 이루어져 있다. 한편, 침엽수류의 씨껍질도 3층으로 되어 있다. 즉, 수정할 시기에는 주피의 안층이 가장 두꺼우며 그 후에 가운데층이 두껍게 되면서 후막회(厚膜化)하여 석세포층이 된다. 바깥층은 육질이지만 나중에 소실해 버리기 때문에 완성된 씨에서는 가운데층이 가장 바깥층이 된다. 또한 안층은 얇은 막질로 된다.

### 씨의 모양·크기
씨의 모양과 크기는 매우 다양하다. 야자류의 씨와 같이 길이가 10-20cm나 되는 것에서부터 모래알과 같은 작은 크기에 이르기까지 여러 가지가 있다. 모양은 공이나 타원 모양 및 편평한 모양이 대부분이지만, 색다른 모양의 것도 많이 있다.

## 관련 기관
- 국립종자원
- 한국종자협회

## 같이 보기
- 씨드볼
- 씨앗 나눔
- 씨앗도서관

## 참고 문헌
- 이 문서에는 다음커뮤니케이션(현 카카오)에서 GFDL 또는 CC-SA 라이선스로 배포한 글로벌 세계대백과사전의 내용을 기초로 작성된 글이 포함되어 있습니다.